# Assepoester: Terug in de Tijd
Assepoester 3 : Terug in de Tijd (originele titel Cinderella III: A Twist in Time) is een Amerikaanse direct-naar-video-animatiefilm van Disney, uitgebracht in 2007. Het is de tweede vervolgfilm op de animatiefilm Assepoester uit 1950. De film bevat in tegenstelling tot de vorige vervolgfilm, Assepoester II: Dromen Komen Uit, een verhaal dat direct aansluit op de eerste film.
De film is geregisseerd door Frank Nissen en behalve in het Engels ook in een Nederlandstalige versie uitgebracht.

## Verhaal
Het is precies een jaar geleden dat Assepoester en de prins zijn getrouwd. Om dit te vieren houden ze een picknick in het bos, samen met de fee door wie Assepoester eerder is geholpen en de muizen. Ze worden echter gezien door Anastasia, Assepoesters voormalige stiefzuster. Anastasia steelt de toverstaf van de fee en brengt die naar haar moeder, mevrouw Tremaine. Deze ontdekt al snel hoe ze de staf kan gebruiken wanneer Anastasia de fee er per ongeluk mee in een standbeeld verandert. Mevrouw Tremaine gebruikt de magie om de tijd terug te draaien naar het moment dat de hertog hun huis bezocht met het glazen muiltje, en past het muiltje op magische wijze aan zodat het Anastasia nu wel past. Anastasia wordt hierop tot de bruid van de prins gemaakt en Assepoester blijft met niets achter.
Assepoester is ervan overtuigd dat de prins zich haar nog wel zal herinneren als hij haar ziet en volgt haar stieffamilie naar het paleis. Tremaine gebruikt haar magie echter om de prins Assepoester te laten vergeten. Bovendien laat ze Assepoester arresteren en beveelt de wachters haar te verbannen uit het koninkrijk. De muizen besluiten hierop in te grijpen. Ze tonen de prins het andere muiltje dat Assepoester nog bij zich had, om hun verhaal te bevestigen. De prins reist Assepoester achterna en kan voorkomen dat ze wordt verbannen. Het ware plan van mevrouw Tremaine wordt onthuld en de koning beveelt om haar te laten arresteren.
Mevrouw Tremaine heeft echter nog een troef achter de hand. Ze verandert Anastasia in een dubbelgangster van Assepoester, en zet de echte Assepoester gevangen in een duivelse koets samen met Tom en Pieter. Met veel moeite kunnen de drie ontkomen en ze haasten zich naar het paleis. Daar is de bruiloftsceremonie tussen de prins en de valse Assepoester al aan de gang. Anastasia krijgt echter steeds meer last van haar geweten, en onthult wie ze werkelijk is. Mevrouw Tremaine en Drizella proberen haar en Assepoester in padden te veranderen, maar de prins kaatst de spreuk terug met zijn zwaard waardoor mevrouw Tremaine en Drizella zelf padden worden. Anastasia gebruikt de staf om zichzelf en de fee weer normaal te maken, waarna de fee de tijd herstelt naar hoe alles hoorde te zijn.

## Stemacteurs
- Jennifer Hale - Assepoester
- Susan Blakeslee - mevrouw Tremaine
- Rob Paulsen - Tom/hertog/bisschop
- Corey Burton - Pieter
- C.D Barnes – de prins
- Tress MacNeille - Anastasia
- Russi Taylor – de fee/Drizella Tremaine
- Andre Stojka – de koning
- Frank Welker - Lucifer
- Holland Taylor - Prudence
- Tami Tappan - Cinderella (zangstem)

## Nederlandse stemacteurs
- Ingeborg Wieten - Assepoester
- Elsje Scherjon - boze stiefmoeder
- Jon van Eerd - Tom
- Joep Onderdelinden - Pieter
- Fred Meijer - de prins
- Anneke Beukman - Anastasia
- Lottie Hellingman - Drizella
- Wim van Rooij - de koning
- Marjolein Algera - de gravin
- Olaf Wijnants - de hertog

## Achtergrond

### Productie
Assepoester: Terug in de Tijd was de laatste film gemaakt door de Australische tak van Disney. De studio werd korte tijd later gesloten. Behalve in Australië vond ook veel tekenwerk voor de film plaats in Japan. De Japanse studio sloot eveneens na het uitkomen van de film.

### Soundtrack
De soundtrack van de film, met nummers als "Perfectly Perfect," "More than a Dream" en "At the Ball", werd geschreven door Alan Zachary en Michael Weiner. Hayden Panettiere schreef het lied voor de aftiteling; "I Still Believe."

### Ontvangst
De film kreeg over het algemeen betere kritieken dan de vorige film. Op Rotten Tomatoes scoorde de film 67% aan positieve beoordelingen.
Dan Kois, schrijver voor het tijdschrift Slate, gebruikte Assepoester: Terug in de Tijd als voorbeeld van een goede vervolgfilm van Disney toen Disney aangaf te willen stoppen met het maken van meer direct-naar-video films.
Veel critici ontdekten gelijkenissen tussen de film en de musical Twice Charmed: An Original Twist on the Cinderella Story.